# ウラニーノ
ウラニーノは、日本の2人組ロックバンド。消えた村長レコードを経て、現在エピックレコードジャパン所属。

## メンバー
- 山岸賢介 - ボーカル、ギター - 作詞作曲担当。
- 小倉範彦 - ドラムス - 漫画担当。

### 元メンバー
- ピストン大橋 - ベース - 前説担当。命名理由はフラワーカンパニーズのグレートマエカワから。

## 概要
埼玉大学の音楽サークル内で結成。新星堂のオーディション「CHANCE!2003」でグランプリを受賞して以来、地元埼玉、東京を中心に全国でライブ活動を行なう。2007年以降は佐久間正英をプロデューサーに迎えていた。
山岸楽曲の小説的な歌詞世界に加え、インディーズ時代は「アキバ系」を自称する大橋の前説や、自作の漫画をライブ会場で無料配布する小倉などが異彩を放ち、メジャー・デビュー後も、「○○人入らなければカラオケ大会」などの企画や、「新喜劇」と称した自作のコントを挟む演出を加えるワンマンライブの実施など、独特の世界観を持つバンドとされる。
2007年12月22日には渋谷公会堂でワンマンライブ「手売りでC.C.レモン」を開催。インディーズバンドとしては異例の1200人を動員。
2009年7月、ミニアルバム『ランドリーとワールド』でメジャーデビュー。セカンドシングル『ダンボールに囲まれて』には青木崇高等が出演した撮り下ろし短編映画のDVDがセットされた他、フルアルバム『World end Happy end』に収録されている「私たちの主題歌」は、映画『遠くの空』の主題歌になっている。
プロデューサーである佐久間正英からは「僕の一生に残る」「（自身の手がけた）BOØWYやGLAYに匹敵する存在」と賞賛され、いしわたり淳治も自身のブログで「ものすごい才能の新人」と紹介している。
2013年6月にピストン大橋が脱退。2013年10月、3年4ヶ月ぶりのフルアルバム『音楽はあるか』をリリース。また、本作が佐久間正英が生前手がけた最後のアルバム・プロデュースワークとなった。収録曲「音楽はあるか」は映画『ベイビー大丈夫かっ BEATCHILD1987』の主題歌に抜擢されている。
2018年12月、5年ぶりとなる新音源「naked.」をリリース、収録曲「日陰者」にはくるりのファンファンが参加した。

## ミュージックビデオ
| 監督     | 曲名                           |
| 古賀鈴鳴 | 「ランドリーとワールド」       |
| 佐藤輝   | 「音楽はあるか」               |
| 滝本登鯉 | 「ダンボールに囲まれて」       |
| 不明     | 「大学生の悲鳴」「朝を届けに」 |

## タイアップ
- 「ランドリーとワールド」--『ランドリーとワールド』：日本テレビ系『汐留☆イベント部』(2009年7月POWER PLAY)
- 「斉藤くんの場合」--『友達の彼女』：TBS系テレビ『オビラジR』EDテーマ(2007年10月)
- 「6月のタイムマシーン」--『友達の彼女』：TBS系テレビ『21世紀エジソン』EDテーマ(2007年10月～12月)
- 「大学生の悲鳴」--『友達の彼女』：日本テレビ系『音楽戦士 MUSIC FIGHTER』「サビNAVI」(2007年12月POWER PLAY)
- 「終着駅」--『終着駅』：とちぎテレビ『イブニング6』EDテーマ(2009年12月)
- 「私たちの主題歌」--『World end Happy end』：映画「遠くの空」主題歌
- 「音楽はあるか Movie Version」--『音楽はあるか』：映画「ベイビー大丈夫かっ BEATCHILD1987」主題歌